# Repubblicani (Brasile)
I Repubblicani (portoghese: Republicanos), precedentemente noti come Partito Repubblicano Brasiliano (Partido Republicano Brasileiro, PRB), sono un partito politico del Brasile.
I Repubblicani sono stati fondati nel 2003 come Partido Municipalista Renovador (Partito municipalista rinnovatore, PMR), riconosciuto definitivamente nel 2005. Nel 2006 il PRM ha assunto la denominazione di Partito Repubblicano Brasiliano, poi mutata in quella attuale nel 2019. Il codice elettorale è il 10.
I Repubblicani sono molto vicini alle posizioni della  Igreja Universal do Reino de Deus (Chiesa universale del regno di Dio), chiesa evangelica pentecostale.
I Repubblicani si presentano come un partito centrista e sincretista, anche se le loro posizioni sono classificabili come di destra cristiana.

## Storia
Fondato nel 2005, il Partito Repubblicano Brasiliano ha prima combattuto contro il presidente Luiz Inácio Lula da Silva, poi si è unito a lui dopo la sua rielezione nel 2006. Nel 2010, il PRB ha mantenuto il suo sostegno alla coalizione di centro-sinistra guidata dal Partito dei Lavoratori. Nelle elezioni parlamentari, il PRB ha ottenuto guadagni significativi alla Camera dei Deputati, vincendo otto seggi contro uno in precedenza, mentre ha perso un seggio al Senato (uno a due).
I membri del PRB hanno votato per l'impeachment della presidente Dilma Rousseff nel 2016, anche se avrebbero dovuto far parte della sua maggioranza. Hanno poi sostenuto il governo di Michel Temer.
La maggioranza dei rappresentanti eletti del partito sono della Chiesa Universale del Regno di Dio. Ha l'appoggio del gruppo Record, che è molto presente nei media.
Nelle elezioni presidenziali del 2018, il Partito Repubblicano brasiliano ha sostenuto il candidato del Partito della Social Democrazia Brasiliana, Geraldo Alckmin. Poi sostiene il presidente Jair Bolsonaro.
Il PRB ha trentadue deputati dopo le elezioni legislative del 2018, il che lo rende l'ottavo gruppo parlamentare più grande. Il suo presidente, Marcos Pereira, è anche vicepresidente della Camera dei deputati. Il partito governa anche Rio de Janeiro dal 2016, sotto la guida di Marcelo Crivella. Nel 2020, due dei figli di Jair Bolsonaro, Flavio (senatore) e Carlos (consigliere comunale di Rio de Janeiro), e la sua ex moglie, Rogéria Braga, si sono uniti al partito.